# Gastrozona orbata
Gastrozona orbata är en tvåvingeart som beskrevs av Erich Martin Hering 1938. Gastrozona orbata ingår i släktet Gastrozona och familjen borrflugor.
Artens utbredningsområde är Myanmar. Inga underarter finns listade i Catalogue of Life.